# Eva Müller (Ökonomin)
Eva Müller (geboren als Eva Bobek 26. Juni 1928 in Berlin; gestorben 23. April 2011 in Taucha) war eine deutsche marxistische Ökonomin.

## Leben
Eva Bobek war eine Tochter des Physikers Felix Bobek (1898–1938) und der Geografin Gertrud Bobek (Denner, 1898–2000), sie hatte die Schwester Anna (1930–2019). Ihre Eltern engagierten sich in der Kommunistischen Partei und beteiligten sich nach der Machtergreifung der Nationalsozialisten 1933 am Widerstand. Ihr Vater wurde 1935 verhaftet, woraufhin ihre Mutter mit den Kindern in die Sowjetunion floh. Ihr Vater wurde 1938 im Strafgefängnis Plötzensee von den Nationalsozialisten hingerichtet.
Bobek und ihre Schwester kamen in ein Kinderheim und besuchten von 1936 bis 1946 die Mittelschule in Iwanowo. 1946 kehrte sie nach Deutschland zurück und machte eine Lehre bei Rundfunk- und Fernmelde-Technik (RFT) in Bautzen. Ab 1947 studierte sie an der Wirtschafts- und Sozialwissenschaftlichen Fakultät der Universität Leipzig, machte 1951 das Staatsexamen als Diplom-Wirtschaftlerin und arbeitete danach im Institut für Marxismus-Leninismus beim Zentralkomitee der SED. Sie heiratete den Agrarökonomen Gerhard Müller. 
Müller wurde 1953 Assistentin am Institut für Politische Ökonomie der Universität Leipzig. Sie wurde 1955 mit der Dissertation Die Lage der Arbeiterklasse in Westdeutschland: Dargestellt an der Lage der Industriearbeiter in der Zeit von 1950 bis Anfang 1955 bei Friedrich Behrens promoviert und Oberassistentin am Franz-Mehring-Institut der Karl-Marx-Universität Leipzig. 1957 wurde sie zur Hochschuldozentin für Politische Ökonomie ernannt. Sie habilitierte sich 1963 mit der Arbeit Die Proportionen zwischen der Größe der Anlagenfonds der Produktionszweige: Ihre Erfassung und Veränderung im Prozess der erweiterten sozialistischen Reproduktion mit den Gutachtern Helmut Koziolek und  Gerhard Richter. Im Jahr 1964 wurde sie zur Professorin mit Lehrauftrag für Volkswirtschaftsplanung an die Universität Leipzig berufen. Von 1969 bis zu ihrer Emeritierung (1988) lehrte sie als o. Professorin für Sozialistische Volkswirtschaft in Leipzig. Nach der deutschen Wiedervereinigung war sie noch von 1999 bis 2004 Mitglied der PDS-Fraktion des Stadtrats in Taucha und in der Rosa-Luxemburg-Stiftung aktiv.

## Schriften (Auswahl)
- Zur materiellen Lage der Industriearbeiter Westdeutschlands. Berlin: Verlag Die Wirtschaft, 1957
- Volkswirtschaftlicher Reproduktionsprozess und dynamische Modelle. Mitarbeiterin Bärbel Biersack. Berlin: Verlag Die Wirtschaft, 1973
- Der Nationalreichtum. Berlin: Verlag Die Wirtschaft, 1987
- Das Volkseigentum der DDR – was es war und was daraus wurde: mit einem Exkurs : das öffentliche Eigentum in der Bundesrepublik im Vergleich zum Volkseigentum in der DDR. Leipzig: Rosa-Luxemburg-Stiftung Sachsen, 2001
- Marxsche Reproduktionstheorie: Kritik der volkswirtschaftlichen Gesamtrechnung. Hamburg: VSA-Verlag, 2005